# Befogenhet
Befogenhet är en allmän beteckning för den lagliga rätt någon har att vidta olika åtgärder. Begreppet används med något olika innebörd inom flera olika områden.
Inom avtalsrätten är befogenhet ett begrepp som gäller fullmakter. Den som har givit fullmakten kan ge begränsningar för hur fullmakten får utnyttjas. Den handlingsfrihet som dessa begränsningar ger kallas för befogenheten, vilket ska skiljas från behörigheten som är den handlingsfrihet som följer av själva fullmakten. Exempelvis kan en fullmakt ge behörighet att sälja en vara, men fullmaktsgivaren har begränsat befogenheten för att försäljningen ska ske till ett visst lägsta pris.
Inom den offentliga rätten är behörighet en synonym till kompetens. Exempelvis är den kommunala behörigheten eller den kommunala kompetensen de verksamhetsområden som en kommun får syssla med utan att komma i konflikt med Kommunallagen i Sverige, Kommunallagen i Finland eller andra lagar. Också inom europeisk unionsrätt används begreppet befogenheter för att beskriva de områden där unionen och medlemsländerna har rätt att vidta åtgärder.